# Перелік відкритих відеоігор
Це перелік відкритих ігор — ігор з відкритим сирцевим кодом. Перелік включає кілька типів відкритих ігор: спочатку випущених як відкриті (free software), та колишніх платних, код для яких був випущений через їхню старість та втрату комерційної цінності (abandonware).
| Назва                                           | Випуск  | Останнє оновлення | Жанр                             | Ліцензія рушія гри             | Ліцензія внутрішньоігрового контенту   | Примітки, посилання на звантаження |
| ----------------------------------------------- | ------- | ----------------- | -------------------------------- | ------------------------------ | -------------------------------------- | --- |
| 0 A.D.                                          | 2010    | 2022              | RTS                              | GPLv2                          | CC-BY-SA                               | Історична, багатоплатформна RTS, що використовує свій власний рушій (Pyrogenesis). Дата випуску джерельного коду — 10 липня 2009 року.                                                       |
| Abuse                                           | 1996    | 2008              | Shoot 'em up                     | суспільне надбання             | суспільне надбання та пропрієтарне ПЗ* | Джерельний код разом з умовно-вільним контентом був випущений як суспільне надбання. *Лише частково-вільний контент, виключаючи звукові ефекти у суспільному надбанні, решта — пропрієтарні. |
| Advanced Strategic Command                      | ?       | 2010              | Покрокова тактика                | GPL                            | GPL                                    | Тактична гра виконана у традиції Battle Isle. . |
| Adventure                                       | 1976    |                   | Interactive fiction              | суспільне надбання             | суспільне надбання                     | Оригінальна текстова пригодницька гра, створена Crowther/Woods. |
| Aleph One                                       | 2000    | 2010              | FPS                              | GPL                            | пропрієтарне ПЗ                        | Засноване на джерельному коді Marathon 2 Durandal. . |
| Allegiance                                      | 2000    | 2009              | Космічний симулятор              | MSR-SSLA                       | пропрієтарне ПЗ                        | Джерельний код був випущений під ліцензією shared source у 2002 році. . |
| Angband                                         | 1993    | 2023              | RPG                              | інша                           |                                        | Гра жанру roguelike dungeon crawl (двовимірна символьна підземна бродилка). |
| Aquaria                                         | 2010    | 2010              | Пригодницький бойовик            | GPL                            | пропрієтарне ПЗ                        | Код відкрито у рамках проєкту Humble Indie Bundle. |
| Armagetron Advanced                             | 2001    | 2009              | Автосимулятор                    | GPL                            | GPL                                    | Багатокористувацькі тривимірні перегони на світлових мотоциклах, за мотивами фільму Tron. .                                                                                                  |
| AssaultCube                                     | 2006    | 2009              | FPS                              | GPL                            | пропрієтарне ПЗ                        | Заснована на рушії гри Cube . |
| Battle for Wesnoth                              | 2005    | 2016              | Покрокова стратегія              | GPL                            | GPL                                    | Покрокова стратегія з елементами RPG. Включає як однокористувацькі, так і багатокористувацькі кампанії.                                                                                      |
| Beyond the Titanic                              | 1986    |                   | Interactive fiction              | GPL                            | GPL                                    | Джерельний код випущений 20 березня 2009 року. |
| Black Shades                                    | 2002    | 2010              | FPS                              | інша                           | інша                                   | Шутер від першої особи, в якому мета протагоніст повинен захищати VIP від атакуючих, що рухаються по місту.                                                                                  |
| Blood II: The Chosen                            | 1998    | 1999              | FPS                              | інша                           | пропрієтарне ПЗ                        | Використовує рушій Lithtech 1.0 |
| Bos Wars                                        | 2004    | 2010              | RTS                              | GPL                            | GPL                                    | Двовимірна RTS, що використовує модифікований рушій від «Stratagus engine». |
| BZFlag                                          | 1997    | 2010              | Симулятор транспортного засобу   | LGPL                           | LGPL                                   | |
| Call to Power II                                | 2000    | 2010              | Покрокова тактика, 4X            | ?                              | пропрієтарне ПЗ                        | Зараз оновлюється CtP2 Source Code Project at Apolyton.net. |
| C-evo                                           | 1999    | 2008              | Покрокова тактика, 4X            | суспільне надбання             | пропрієтарне ПЗ                        | Натхненна Sid Meier's Civilization. |
| Chromium B.S.U.                                 | 2000    | 2016              | Аркада                           | Artistic License               | Artistic License                       | Стрімкий космічний шутер у стилі аркади. |
| CodeRED: Alien Arena                            | 2004    | 2009              | FPS                              | GPL                            | пропрієтарне ПЗ                        | |
| Crimson Fields                                  | 2006    | 2009              | Покрокова тактика                | GPL                            | GPL                                    | Тактична гра виконана у традиції Battle Isle (series). |
| Crossfire                                       | ?       | 2008              | MMORPG                           | GPL                            | GPL                                    | |
| Cube 2 Sauerbraten                              | 2004    | 2010              | FPS                              | zlib                           | пропрієтарне ПЗ                        | |
| Darwinbots                                      | 2003    | 2008              | Симулятор життя                  | ?                              | ?                                      | |
| Dink Smallwood                                  | 1997    | 2008              | RPG                              | ?                              | ?                                      | |
| Doom                                            | 1993    | 1997              | FPS                              | GPL                            | пропрієтарне ПЗ                        | Джерельний код випущений у 1997 році та випущений під GPL у 1999 році. |
| Duke Nukem 3D                                   | 1996    |                   | FPS                              | GPL                            | пропрієтарне ПЗ                        | Джерельний код випущений 1 квітня 2003 року. |
| Egoboo                                          | 2001    | 2009              | RPG                              | GPLv2                          | GPLv2                                  | |
| Enemy Nations                                   | 1997    | 1997              | RTS                              | інша                           | інша                                   | Повноцінна гра: джерельний код, звуки, музика та високоякісна графіка. |
| Enigma                                          | 2003    | 2007              | Головоломка                      | GPL                            | GPL                                    | |
| Fish Fillets NG                                 | 2004    | 2010              | Головоломка                      | GPL                            | GPL                                    | Комерційно випущена під назвою Fish Fillets у 1998 році. Джерельний код під GPL випущений у 2002 році.                                                                                       |
| FlightGear                                      | 1997    | 2010              | Авіасимулятор                    | GPL                            | GPL                                    | |
| Freeciv                                         | 1996    | 2010              | Покрокова стратегія              | GPL                            | GPL                                    | Схожа на Civilization II. |
| FreeCol                                         | 2003    | 2010              | Покрокова стратегія              | GPL                            | GPL                                    | Схожа на Sid Meier's Colonization. |
| FreeDoom                                        | ?       | 2009              | FPS                              | інша                           | ?                                      | Клон гри Doom. |
| FreeSpace 2                                     | 1999    | 1999              | Космічний симулятор              | інша                           | пропрієтарне ПЗ                        | Джерельний код випущений у 2002 році. |
| Frets on Fire                                   | 2006    | 2008              | Музична відеогра                 | GPL                            | GPL                                    | Клон гри Guitar Hero. |
| Frets on Fire X                                 | 2008    | 2009              | Музична відеогра                 | GPLv2                          | GPLv2                                  | Frets on Fire fork. |
| Frogatto & Friends                              | 2010    | 2010              | Платформер                       | GPL                            | пропрієтарне ПЗ                        | Спочатку під Windows, Linux й Mac; хапай та кидай ворогів, плавай, розмовляй. Також містить скриптову мова.                                                                                  |
| Frozen Bubble                                   | 2002    | 2008              | Головоломка                      | GPLv2                          | GPLv2                                  | Клон Puzzle Bobble. |
| Gang Garrison 2                                 | 2008    | 2017              | шутер                            | GPL                            | GPL                                    | Ретро версія гри Team Fortress 2. |
| Gish (гра)                                      | 2010    | 2010              | Бойовик                          | GPL                            | пропрієтарне ПЗ                        | Код відкрито у рамках проєкту Humble Indie Bundle. |
| Glest                                           | 2004    | 2009              | RTS                              | GPL                            | GPL                                    | |
| Globulation 2                                   | 2008    | 2009              | RTS                              | GPLv3                          | GPLv3                                  | Зараз знаходиться у відкритому бета-тестуванні. |
| GLtron                                          | 2003    | 2003              | Автосимулятор                    | GPL                            | GPL                                    | |
| GNOME Games                                     | 1998    | 2010              | серія ігор                       | GPL                            | GPL                                    | Набір ігор, що додаються до графічного оточення GNOME. |
| GNU Chess                                       | 1984    | 2017              | Комп'ютерні шахи                 | GPL                            | GPL                                    | |
| GNU Go                                          | 1999    | 2009              | Комп'ютерне ґо                   | GPL                            | GPL                                    | |
| Gunroar                                         |         |                   | FPS                              | ?                              | ?                                      | Футуристичний «вертикальний шутер». |
| Gusanos                                         | 2004    | 2005              | Shoot 'em up                     | GPL                            | GPL                                    | Клон Liero. |
| Hedgewars                                       | 2007    | 2017              | Покрокова стратегія              | GPLv2                          | GPLv2                                  | Клон Worms. |
| Heretic                                         | 1994    |                   | FPS                              | GPLv2                          | пропрієтарне ПЗ                        | Джерельний код випущений у 1999 році, а під GPL - 4 вересня 2008 року. |
| Hexen                                           | 1996    |                   | FPS                              | GPLv2                          | пропрієтарне ПЗ                        | Джерельний код випущений у 1999 році, а під GPL - 4 вересня 2008 року. |
| Hexen II                                        | 1997    |                   | FPS                              | GPL                            | пропрієтарне ПЗ                        | Джерельний код випущений у 2000 році. |
| Jagged Alliance 2                               | 1999    | 2008              | Покрокова стратегія/RPG          | інша                           | пропрієтарне ПЗ                        | Джерельний код випущений близько 2004 року, і активно розробляється під назвою «1.13 Mod».                                                                                                   |
| KDEGames                                        | —       | 2009              | серія ігор                       | GPLv2                          | GPLv2                                  | Набір ігор, що розповсюджується з офіційним релізом KDE. |
| Kiki the nano bot                               | 2003    | 2007              | Головоломка                      | суспільне надбання             | суспільне надбання                     | Суміш Sokoban та Kula World. |
| Kroz (серія комп’ютерних ігор)                  | 1987    |                   | Лабіринт                         | GPL                            | GPL                                    | Джерельний код випущено 20 березня 2009 року. |
| Lincity                                         | 1999    | 2004              | Містобудівний симулятор          | GPL                            | GPL                                    | |
| LinCity-NG                                      | 2005    | 2009              | Містобудівний симулятор          | GPL                            | GPL                                    | Lincity fork. |
| Linley's Dungeon Crawl                          | 1997    | 2010              | Roguelike                        | LGPL                           | LGPL                                   | Поточна версія Dungeon Crawl, Linley's Dungeon Crawl — одна з найпопулярніших в наш час[коли?] ігор жанру roguelike.                                                                         |
| Liquid War                                      | 1995    | 2008              | Лабіринт                         | GPL                            | GPL                                    | |
| Lugaru                                          | 2005    | 2010              | Пригодницький бойовик            | GPLv2                          | пропрієтарне ПЗ                        | Код відкрито у рамках проєкту Humble Indie Bundle. |
| MechCommander 2                                 | 2001    | 2006              | Тактика у реальному часі         | інша                           |                                        | |
| Micropolis                                      | ?       | 2008              | Містобудівний симулятор          | GPLv3                          | GPLv3                                  | |
| Microwar                                        | 2000    | 2009              | Аркада                           | BSD                            | BSD                                    | Гра у стилі «Space Invaders», у жорстокому світі мікрокомп'ютерів. |
| Moria                                           | 1983    | 2021              | RPG/Roguelike                    | GPL                            |                                        | |
| NetHack                                         | 1987    | 2023              | RPG/Roguelike                    | NetHack General Public License |                                        | |
| Netrek                                          | 1988    | 2009              | Shoot 'em up                     | інша                           |                                        | |
| Neverball                                       | 2005(?) | 2014              | Платформер                       | GPL                            | GPL                                    | Також включає додаткову гру Neverputt. |
| Nexuiz                                          | 2005    | 2009              | FPS                              | GPL                            | GPL                                    | Форк Xonotic — відокремився після того, як мала частина розробників підписала комерційну ліцензію.                                                                                           |
| No One Lives Forever 2: A Spy in H.A.R.M.'s Way | 2002    | 2003              | FPS, Стелс-экшен                 | інша                           | пропрієтарне ПЗ                        | Використовує рушій Lithtech 2.0 |
| Oolite                                          | 2006    | 2006              | Космічний симулятор              | GPLv2                          | GPLv2                                  | Клон Elite. |
| OpenArena                                       | 2005    | 2010              | FPS                              | GPLv2                          | GPLv2                                  | Клон Quake III. |
| OpenCity                                        | 2003    | 2008              | Містобудівний симулятор          | GPL                            | GPL                                    | |
| OpenTTD                                         | 2005    | 2017              | Економічний симулятор            | GPLv2                          | GPLv2                                  | Клон гри Transport Tycoon Deluxe з відритим кодом. |
| OpenTyrian                                      | 2007    | 2009              | Shoot 'em up                     | GPLv2                          |                                        | Команда OpenTyrian з дозволу Jason Emery портувала закритий код гри Tyran з мови Pascal на мову C.                                                                                           |
| Penumbra: Overture                              | 2007    | 2009              | Survival horror с элементами FPS | GPL                            | пропрієтарне ПЗ                        | Випускається Swedish розробник Frictional Games, в грі змішані жанри «survival horror», шутер від першої особи та пригоди. Код відкрито у рамках проєкту Humble Indie Bundle.                |
| Pingus                                          | 1998    | 2007              | Головоломка                      | GPL                            | GPL                                    | Натхненний Lemmings. |
| Planeshift                                      | 2001    | 2010              | MMORPG                           | GPL                            | пропрієтарне ПЗ                        | Безкоштовна MMORPG. |
| PokerTH                                         | 2006    | 2009              | Карткова гра                     | GPL                            | GPL                                    | |
| Pushover                                        | 1992    | 2008              | Головоломка                      | GPLv3                          | GPLv3                                  | |
| Quake                                           | 1996    |                   | FPS                              | GPL                            | пропрієтарне ПЗ                        | Джерельний код випущений у 1999 році. |
| Quake II                                        | 1997    |                   | FPS                              | GPL                            | пропрієтарне ПЗ                        | Джерельний код випущений 21 грудня 2001 року. |
| Quake III Arena                                 | 1999    |                   | FPS                              | GPL                            | пропрієтарне ПЗ                        | Джерельний код випущений 19 серпня 2005 року. |
| Rigs of Rods                                    | 2007    | 2009              | Симулятор транспортного засобу   | GPLv3                          | GPLv3                                  | |
| Rise of the Triad                               | 1995    | 1995              | FPS                              | GPL                            | пропрієтарне ПЗ                        | Джерельний код випущений 20 грудня 2002 року. |
| Rocks'n'Diamonds                                | 1995    | 2017              | Головоломка                      | GPLv2                          | GPLv2                                  | |
| Ryzom                                           | 2004    | 2010              | MMORPG                           | AGPL                           | CC-BY-SA                               | Усі текстури, ефекти, 3D-моделі, анімація та одяг (гра без музики й звуків) під ліцензією CC-BY-SA.                                                                                          |
| Scorched 3D                                     | 2001    | 2009              | Артилерія                        | GPL                            | GPL                                    | |
| Secret Maryo Chronicles                         | 2003    | 2009              | Платформер                       | GPLv3                          | GPLv3                                  | |
| Seven Kingdoms                                  | 1996    | 2009              | RTS                              | GPL                            | GPL                                    | Джерельний код випущений у листопаді 2009 року. |
| Shadow Warrior                                  | 1997    |                   | FPS                              | GPL                            | пропрієтарне ПЗ                        | Джерельний код випущений 1 квітня 2005 року. |
| Shogo: Mobile Armor Division                    | 1998    | 1999              | FPS                              | інша                           | пропрієтарне ПЗ                        | використовує рушій Lithtech 1.0. |
| Simutrans                                       | 1997    | 2010              | Економічний симулятор            | Artistic License               |                                        | Схожа з Transport Tycoon та його відкритий клон OpenTTD. Гравець повинен вибудувати прибуткову транспортну мережу.                                                                           |
| Smash Battle                                    | 2008    | 2009              | Платформер                       | GPLv3                          | Creative Commons                       | Написаний у 8-бітному стилі «platform shooter». |
| Smokin' Guns                                    | 2009    | 2010              | FPS                              | GPLv2                          | пропрієтарне ПЗ                        | Шутер від першої особи у стилі вестерн, що використовує рушій «ioquake3». |
| Solarwolf                                       |         |                   | Аркада                           | LGPL                           | LGPL                                   | Схожа з Pacman. Двовимірний екшен, де гравець повинен зібрати усі блоки на кожному рівні, уникаючи рухливих перешкод.                                                                        |
| Sopwith                                         | 1984    |                   | Shoot 'em up                     | GPL                            | GPL                                    | |
| Spring                                          | 2005(?) | 2010              | RTS                              | GPL                            |                                        | Spring — тривимірний рушій для багатьох ігор жанру RTS. |
| Return to Castle Wolfenstein                    | 2003(?) |                   | FPS                              | GPL                            | пропрієтарне ПЗ                        | |
| Supernova                                       | 1987    |                   | Interactive fiction              | GPL                            | GPL                                    | Джерельний код випущений 20 березня 2009 року. |
| StepMania                                       | 2005(?) |                   | Танцювальні ігри                 | MIT                            |                                        | Клон DDR, гравець повинен натискати стрілки або інші кнопки синхронно з музикою. |
| SuperTux                                        | 2003    | 2016              | Платформер                       | GPL                            | GPL                                    | Двовимірний платформер натхнений серією Super Mario. |
| SuperTuxKart                                    | 2006    | 2017              | Автосимулятор                    | GPL                            | GPL                                    | Перегони, схожі на Mario Kart. |
| Teeworlds                                       | 2007    | 2016              | Платформер                       | zlib                           | zlib                                   | 2D сайд-скролер, шутер. |
| Tenés Empanadas Graciela                        | 1996    |                   | Покрокова стратегія              | GPLv2                          | GPLv2                                  | |
| The Operative: No One Lives Forever             | 2001    | 2001              | FPS, Стелс-екшен                 | інша                           | пропрієтарне ПЗ                        | |
| Thousand Parsec                                 | 2002    | 2009              | Покрокова стратегія              | GPL, LGPL                      |                                        | Фраемворк для написання покрокових ігор, метою яких є побудова космічної імперії. |
| Tile World                                      | 2002    | 2006              | Головоломка                      | GPL                            | GPL                                    | Клон Chip's Challenge. |
| TORCS                                           |         |                   | Автосимулятор                    | GPL                            |                                        | |
| Torus Trooper                                   | 2004    | 2004              | Shoot 'em up                     | BSD                            | BSD license                            | |
| Tremulous                                       | 2006    |                   | FPS                              | GPL                            | CC-BY-SA                               | Війна прибульців проти людей. Будівництво та захист бази, напад на команду супротивника. |
| Tux Racer                                       | 2000    | 2009              | Автосимулятор                    | GPL                            | GPL                                    | |
| Tux, of Math Command                            | 2001    | 2010              | Навчальна гра                    | GPL                            | GPL                                    | |
| UFO: Alien Invasion                             | 2006    | 2010              | Покрокова тактика                | GPL                            | GPL, CC BY-SA, CC Sampling+            | Натхненна старою XCOM-Series, але з тривимірними боями та тривимірною моделлю Землі. . |
| UltraStar                                       | 2007    | 2009              | Музична відеогра                 | GPL                            | GPL, Creative Commons                  | Клон SingStar. |
| Unknown Horizons                                | 2008    | 2009              | Містобудівний симулятор          | GPL                            | GPL, Creative Commons, OFL             | Суміш жанрів Містобудівний симулятор иа RTS, натхненний серією ігор Anno. |
| Urban Terror                                    | 2000    | 2007              | FPS                              | GPL                            | пропрієтарне ПЗ                        | Багатокористувацький тактичний шутер заснований на рушії id Tech 3. |
| Ur-Quan Masters                                 | 2002    | 2007              | RPG                              | GPL                            |                                        | Star Control II з відкритим коди, написаному на основі джерельного коду, випущеного під GPL 3DO.                                                                                             |
| Vdrift                                          |         |                   | Автосимулятор                    | GPL                            |                                        | |
| Vega Strike                                     | 2008    | 2008              | Космічний симулятор              | GPL                            | GPL                                    | Клон Elite. |
| Warsow                                          | 2005    | 2009              | FPS                              | GPL                            | пропрієтарне ПЗ                        | |
| Warzone 2100                                    | 1999    | 2010              | RTS                              | GPLv2                          | GPLv2, Creative Commons                | Тривимірний RTS із системою дизайну юнітів. |
| Widelands                                       | 2002    | 2009              | RTS                              | GPL                            | GPL                                    | RTS схожа з «The Settlers II». |
| Wolfenstein 3D                                  | 1992    |                   | FPS                              | інша                           | пропрієтарне ПЗ                        | Джерельний код випущений 21 липня 1995 року. |
| Word Whiz                                       | 1988    |                   | Навчальна гра                    | GPL                            | GPL                                    | Джерельний код випущений 20 травня 2009 року. |
| World of Padman                                 | 2007    | 2008              | FPS                              | GPL                            | пропрієтарне ПЗ                        | Спочатку модифікація Quake 3. У 2007 році відокремилася, зараз використовує рушій «ioquake3».                                                                                                |
| WorldForge                                      | 1998    | 2009              | MMORPG                           | GPL                            | GPL                                    | Каркас для створення MMORPG. |
| Wormux                                          | 2002    | 2010              | Артилерія                        | GPL                            | GPL                                    | Клон Worms. |
| Xbattle                                         | 1991    | 1996              | RTS                              | інша                           |                                        | |
| Xconq                                           | 1987    | 2005              | Покрокова стратегія              | GPL                            | GPL                                    | Рушій для створення глобальних стратегій. |
| XEvil                                           | 1994    | 2003              | Платформер                       | GPL                            |                                        | Стрімкий side-scrolling екшен. |
| Xonotic                                         |         |                   | FPS                              | GPL                            | GPL                                    | Fork гри Nexuiz. |
| XPilot                                          | 1992    |                   | Аркада                           | GPL                            | GPL                                    | Багатокористувацька гра, похожа на Asteroids. |
| X-Moto                                          | 2005    | 2014              | Платформер                       | GPL                            | GPL                                    | |
| Yo Frankie!                                     | 2008    |                   | Пригодницький бойовик            | GPL/LGPL                       | Creative Commons                       | |